# Кейтлин Старк
Кейтлин Старк (родена Тъли) наричана Кейт от близките си е измислен герой от поредицата „Песен за огън и лед“ от фантастичните романи на американския писател Джордж Р. Р. Мартин и неговата телевизионна адаптация Игра на тронове.
Кейтлин се споменава за първи път в „Игра на тронове“ (1996), Кейтлин е съпруга на лорд Едард Старк от Зимен хребет, надзирател на Севера и майка на пет от децата му Роб, Санса, Аря, Бран и Рикон, но негодува срещу копелето му Джон Сняг. Тя е от домът Тъли, най-голямото дете на Хостер Тъли и лейди Миниса Уинт, има по малки брат и сестра Лиза и Едмур.
Кейтлин е изиграна актрисата Мишел Феърли в сериала на HBO Игра на тронове

## Описание
Кейтлин Старк е описана като красива жена, със светла кожа, дълга кестенява коса, сини очи, дълги пръсти и скули. Тя е горда, силна, мила и щедра, има опит в политиката и често е водена от желанието да защити децата си. Кейтлин обикновено е в съгласие със съпруга си Едард Старк, но е против приемането на извънбрачния си син Джон Сняг.
Кейтлин първоначално е сгодена за по-големия брат на Едард, Брандън, наследник на Зимен хребет по това време.. Когато Брандън беше садистично екзекутиран от крал Ерис II, лорд Джон Арин, назирател на Едард и Робърт Баратеон, се разбунтува срещу Таргерианите. Скоро след като бунтовниците печелят, Кейтлин е омъжена за Едард.

## Сюжетни линии

### Поредица от книги

#### Игра на тронове
След като кралската свита пристига в Зимен хребет, Кейтлин получава писмо от сестра си Лиза Арин, в което се посочва, че Ланистър са убили съпруга ѝ Джон Арин, ръката на краля. Крал Робърт Баратеон убеждава Едард да заеме неговото място като ръка на краля. Когато синът ѝ Бран е ранен и изпада в кома, тя седи до леглото му, докато не са нападнати от убиец, дошъл да убие Бран. Кейтлин е ранена при нападението и заминава за Кралски чертог за да предупреди Едард.Там нейният спътник от детството Питър Бейлиш ѝ казва, че използваната в атаката кама принадлежи на Тирион Ланистър. На връщане към Зимен хребет тя отвежда Тирион при сестра си в Орлово гнездо за изпитание, където Тирион избягва екзекуцията, като изисква и печели двубой. След като новината за екзекуцията на Едард по заповед на крал Джофри стига до Кейтлин, тя желае мир, но това нейно желание е отхвърлено от току-що коронования крал на Севера Роб

#### Сблъсък на крале
Кейтлин е изпратена от Роб да сключи съюз с Ренли Баратеон по време на което тя става свидетел на първо на спор между ренли и по-големия му брат Станис а след това и на последвалото убийство на Ренли по-късно същата нощ от създание в сянка. След това Кейтлин бяга с Бриен от Тарт, една от царските стражи на Ренли.След като чува за предполагаемото убийство на по-малките си синове от ръката на Теон Грейджой, Кейтлин отива да се изправи срещу пленника Джайм Ланистър. Въпреки че романът завършва нейната сюжетна линия двусмислено, разкрива се в началото на третия роман, че Кейтлин го е освободила и е помолила Бриен да го придружи до Кралски чертог в опит да го замени за дъщерите си, които все още са пленници на Джофри. Това обаче създава проблеми на Роб

#### Буря от мечове
Братът на Кейтлин, Едмур Тъли поставя Кейтлин под домашен арест в Речен пад, но Роб я освобождава след като обявява сватбата си с Джейн Уестърлинг, като обезсилва предложението си за брак с домът Фрей. Лорд Уолдър Фрей се съгласява да прости на Роб, ако Едмур се ожени за дъщеря му Рослин, а Кейтлин присъства на сватбата заедно с Роб и други лордове от Севера.Въпреки това, Уолдър Фрей и хората му отмъщават на Роб като избиват него и хората му на сватбата, акт на предателство, който става известен като „Червената сватба“. В опит да спаси живота на сина си, Кейтлин взема Аегон Фрей за заложник и го убива, когато Руз Болтън убива Роб, След което гърлото на Кейтлин е прерязано и заедно с мъртвото тяло на Роб са хвърлени в реката.
Три дни по-късно, тялото Кейтлин е намерено и е възкресена от който жертва своята живот за да я съживи в знак на отплата за почитането на съпруга ѝ Едард. Периодът от време, който тя прекарва мъртва е причинил тялото на Кейтлин частично да се разпадне, обезобразявайки външния ѝ вид; освен това, след нейната реанимация тя губи по-голямата част от предишната си личност, с изключение на омразата си към Ланистър и Фрей.След това Кейтлин поема командването на Братството и променя целта си да тероризира всеки, свързан с домовете Фрей и Ланистър.

### Тв адаптация
През януари 2007 г. HBO получава права за направа на сериал по книгите на Мартин. Историята на Кейтлин в сериала се различава от тази в книгата по това, че тя не се завръща след Червената сватба.
|  | Тази страница частично или изцяло представлява превод на страницата Catelyn Stark в Уикипедия на английски. Оригиналният текст, както и този превод, са защитени от Лиценза „Криейтив Комънс – Признание – Споделяне на споделеното“, а за съдържание, създадено преди юни 2009 година – от Лиценза за свободна документация на ГНУ. Прегледайте историята на редакциите на оригиналната страница, както и на преводната страница, за да видите списъка на съавторите. ВАЖНО: Този шаблон се отнася единствено до авторските права върху съдържанието на статията. Добавянето му не отменя изискването да се посочват конкретни източници на твърденията, които да бъдат благонадеждни. |